# ЭОС
ЭОС — сорт клевера. Включён в Госреестр по Российской Федерации.

## История
Сорт клевера гибридного ЭОС выведен в 2005 году И. П. Леонтьевым, А. Л. Золотовым, А. Д. Карасовым в фермерском хозяйстве «Карасов А. Д.» Белокатайского района Башкирии методом массового отбора из дикорастущих популяций.

## Характеристика сорта
Диплоидный. Время цветения раннее. Стебель средней длины — 50-60 см с 6—7 междоузлиями, слабоветвящийся. Облиственность 35—40 %. Листья тройчатосложные, листочки овальные, зелёного цвета. Цветки бело-розовые, с коротким венчиком, соцветие — шаровидная головка. Семена мелкие, сердцевидной формы, серо-зелёного цвета, реже чёрные или жёлтые. Масса 1000 семян 0,7—1 г.
Сорт зимостойкий, раннеспелый, двуукосного типа, с дружным отрастанием. Урожайность (ц/га): сена — 87,5, семян — ок. 4; в 100 кг зелёной массы содержится 20,5 корм. ед. и 2,7 кг протеина.
Допущен к использованию в Башкортостане в 2007 году. Выращивают в северной лесостепной зоне и северо-восточной лесостепной зоне. Включен в Госреестр по Российской Федерации. Вегетационный период от начала весеннего отрастания до первого укоса 37—48 дней.